# Cantone di Saintes-Est
Il Cantone di Saintes-Est era una divisione amministrativa dell'arrondissement di Saintes.
A seguito della riforma approvata con decreto del 27 febbraio 2014, che ha avuto attuazione dopo le elezioni dipartimentali del 2015, è stato soppresso.

## Composizione
Comprendeva parte della città di Saintes e i comuni di:
- Chaniers
- La Chapelle-des-Pots
- Colombiers
- Courcoury
- Les Gonds
- La Jard